# Bart van Hintum
Bart van Hintum (* 16. ledna 1987, Oss, Nizozemsko) je nizozemský fotbalový obránce, který v současné době hraje v klubu PEC Zwolle.

## Klubová kariéra
V Nizozemsku nejprve profesionálně působil v TOP Oss, kde dříve hrával v mládežnických týmech. V létě 2010 přestoupil do FC Dordrecht a v roce 2011 do PEC Zwolle. S PEC vyhrál v sezoně 2011/12 nizozemskou druhou ligu Eerste Divisie, pomohl tak vybojovat přímý postup do Eredivisie.
S PEC v sezoně 2013/14 vyhrál i nizozemský fotbalový pohár (KNVB beker), první v historii klubu. Ve finále proti Ajaxu Amsterdam odehrál kompletní utkání, které skončilo poměrem 5:1 pro Zwolle.
S PEC si zahrál ve 4. předkole Evropské ligy 2014/15, kde byl jeho tým vyřazen českým klubem AC Sparta Praha.